# Hranice ovládání
Hranice ovládání (The Limits of Control) je americký film z roku 2009, jehož režisérem byl Jim Jarmusch.

## Obsazení
| Isaach De Bankolé        | osamělý muž              |
| Alex Descas              | Kreol                    |
| Jean-François Stévenin   | Francouz                 |
| Óscar Jaenada            | číšník                   |
| Luis Tosar               | houslista                |
| Paz de la Huerta         | nahá žena                |
| Tilda Swinton            | blondýna                 |
| Júki Kudó                | molekula                 |
| John Hurt                | kytarista                |
| Gael García Bernal       | Mexičan                  |
| Hiam Abbass              | řidička                  |
| Bill Murray              | Američan                 |
| Héctor Colomé            | druhý Američan           |
| María Isasi              | číšnice v klubu flamenca |
| Norma Yessenia Paladines | letuška                  |